# Dënzelt
Il Dënzelt è un edificio storico della città di Echternach in Lussemburgo.

## Storia
L'edificio risale almeno alla seconda metà del XIV secolo: nel 1374, infatti, venne acquistato dall’abate Guglielmo di Kerpen per ospitare l'amministrazione della città, servendo da palazzo di giustizia. Nella grande loggia al pian terreno del palazzo si tenevano in epoca medievale le riunioni cittadine annuali, le Jahrgedinge, durante le quali venivano lette le Scheffenweissthümer. Nel 1444 venne distrutto da un grande incendio, venendo ricostruito negli anni successivi sotto l’abate Wynand de Gluwel. Con l’abate Robert de Montréal, verso il 1520, l'edificio venne ristrutturato in stile tardogotico e rinascimentale.
Un nuovo rimaneggiamento in chiave neogotica è operato tra il 1895 e il 1896 dall'architetto lussemburghese Charles Arendt.
È classificato come patrimonio culturale nazionale dal 4 giugno 1974.

## Descrizione
L'edificio, situato sulla storica piazza del mercato di Echternach, è attiguo al Municipio di Echternach. Il piano terreno si configura come una loggia racchiusa da archi ogivali.

## Galleria d'immagini

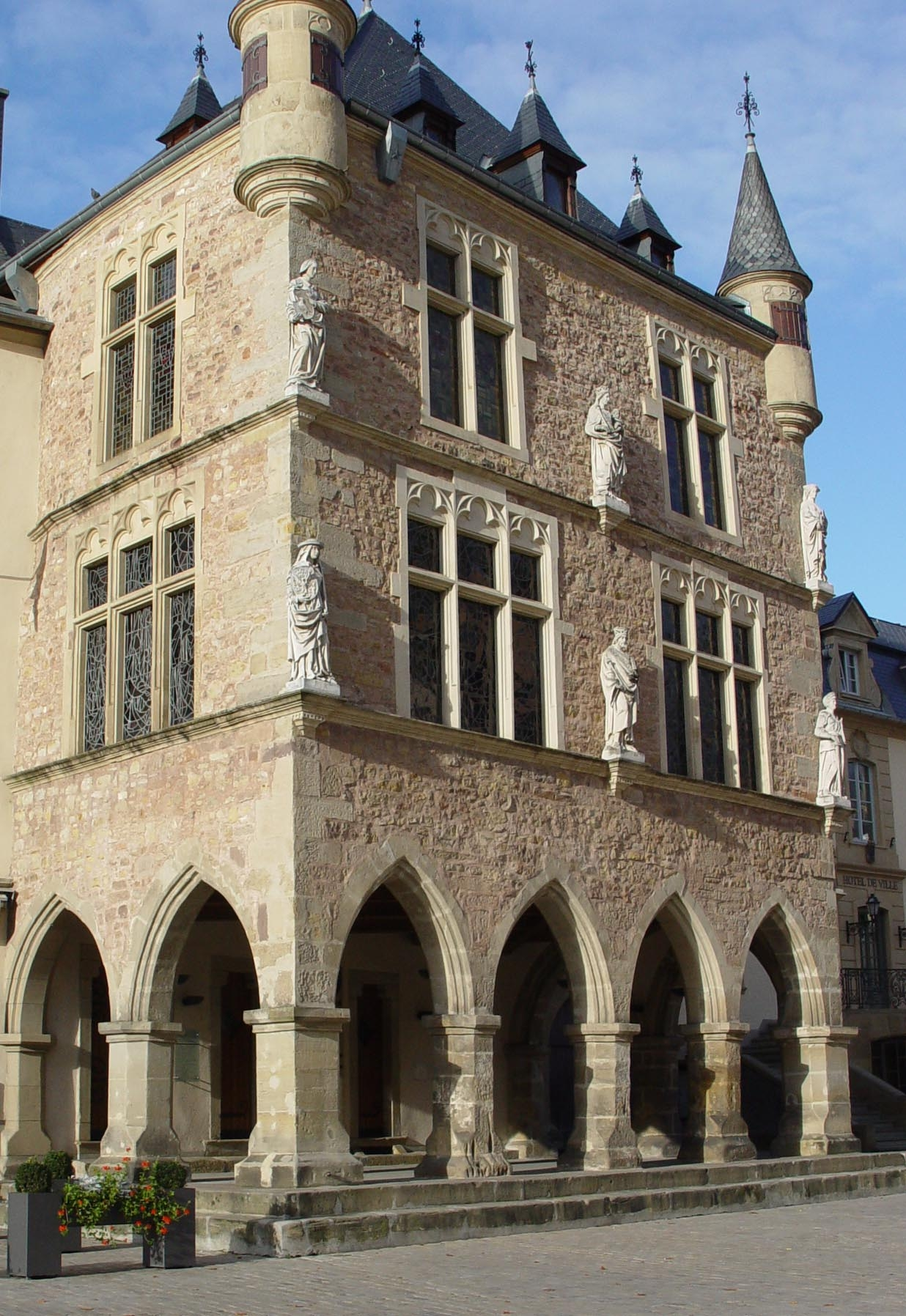
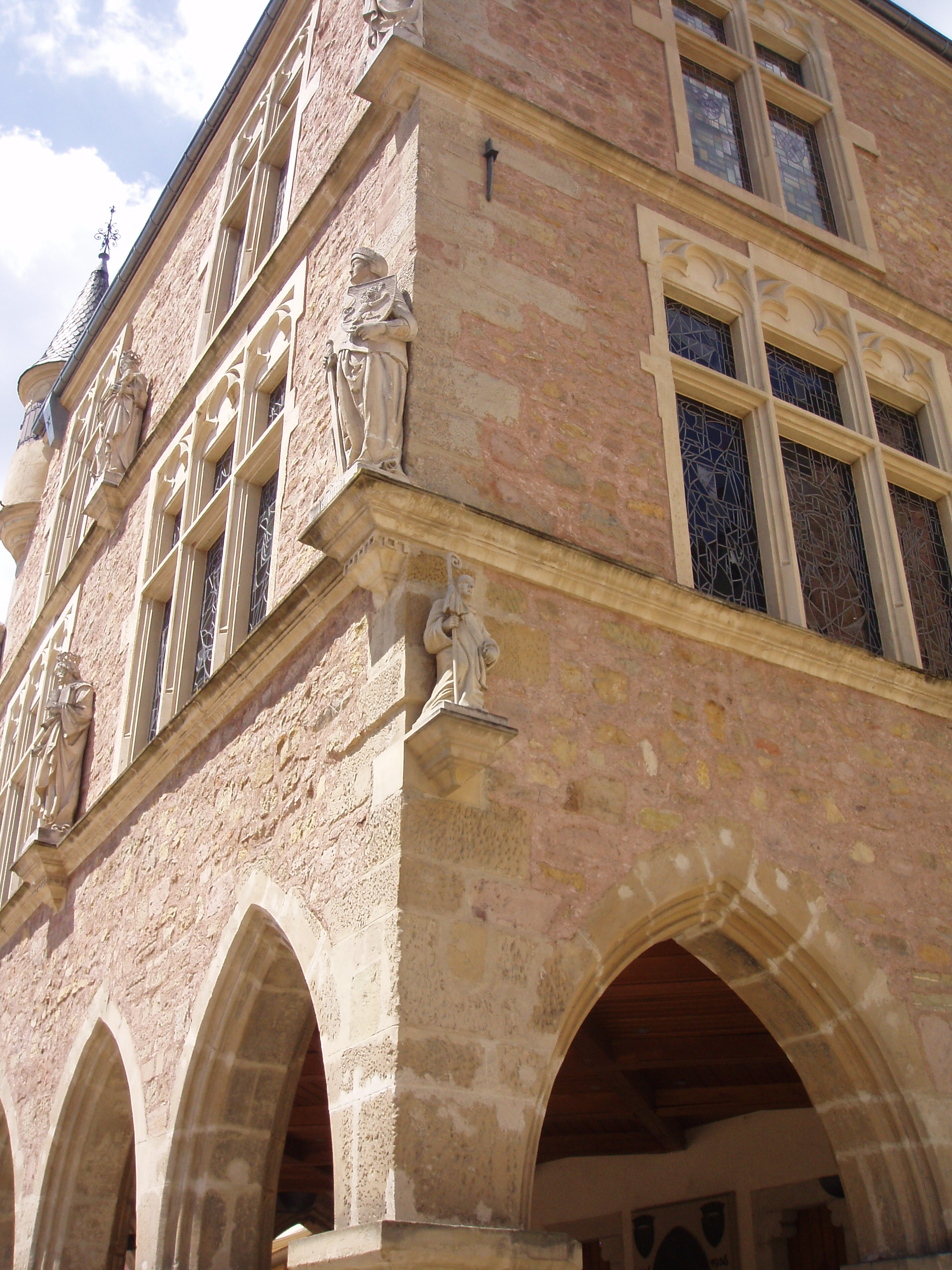
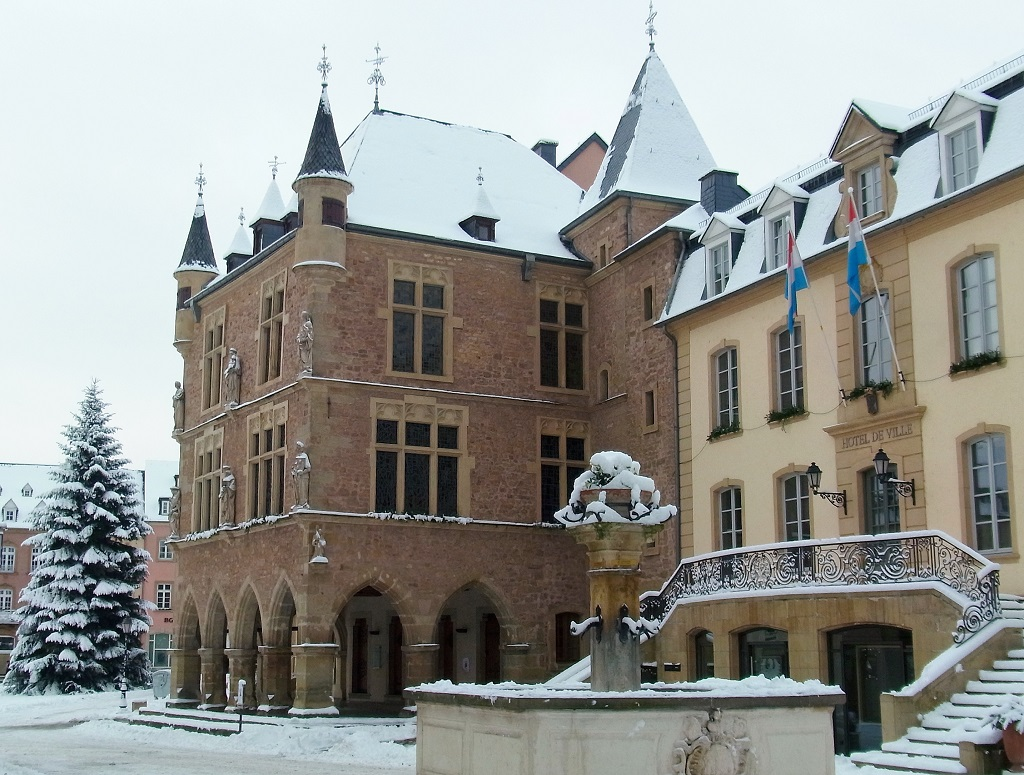